# 十氢化萘
十氢化萘（英語：Decalin），又稱萘烷，化學式为C10H18，由两个环己烷并合形成，是有芳香气味的无色液体。它用作工业溶剂，可以溶解许多树脂。十氢化萘可看作萘完全氢化的产物，并且也可通过萘的催化氢化制备。空气存在时，十氢化萘很容易生成爆炸性的有机过氧化物。
萘的位号沿用至十氢化萘中，而且中间的两个碳原子中，离8号位近的定为9号碳，另一个为10号。

## 异构体
十氢化萘有顺反异构体，顺式和反式异构体都为两个椅型环己烷并合而成，但反式邻交叉的相互作用较少，更加稳定。此外，反式没有构象异构体，但顺式十氢化萘存在两个构象异构体。

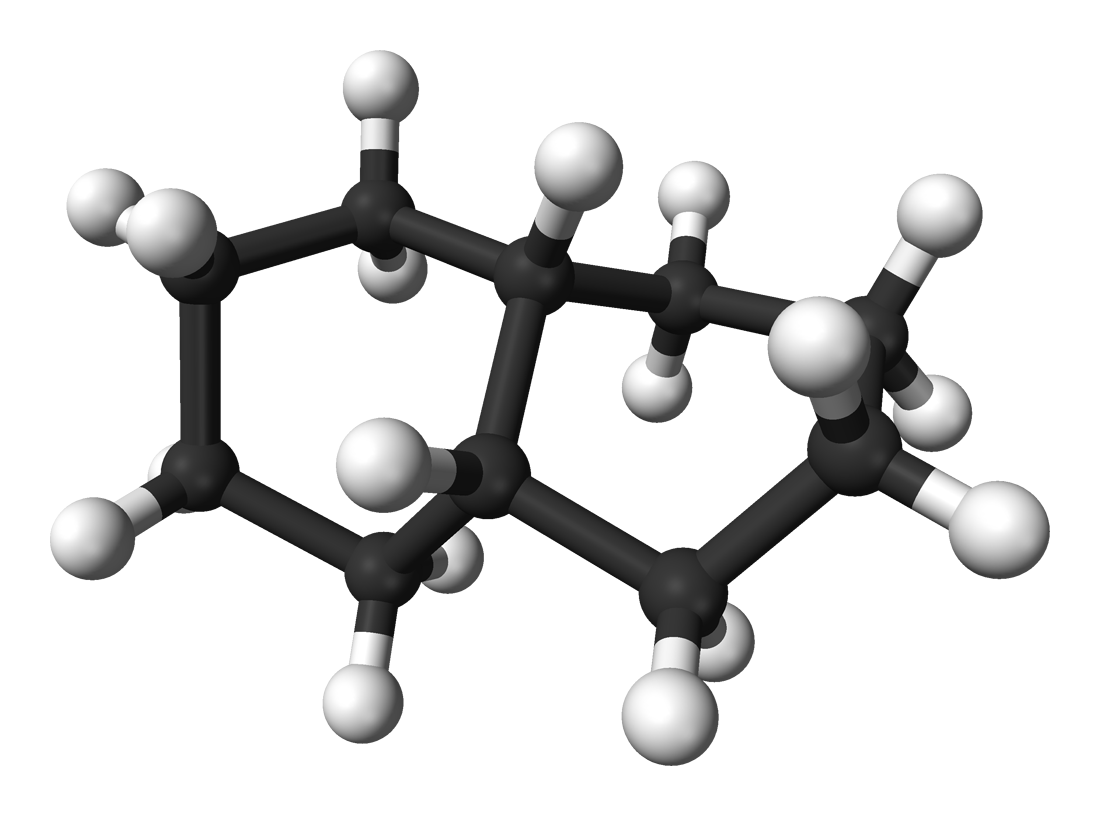
顺式十氢化萘的球棍模型
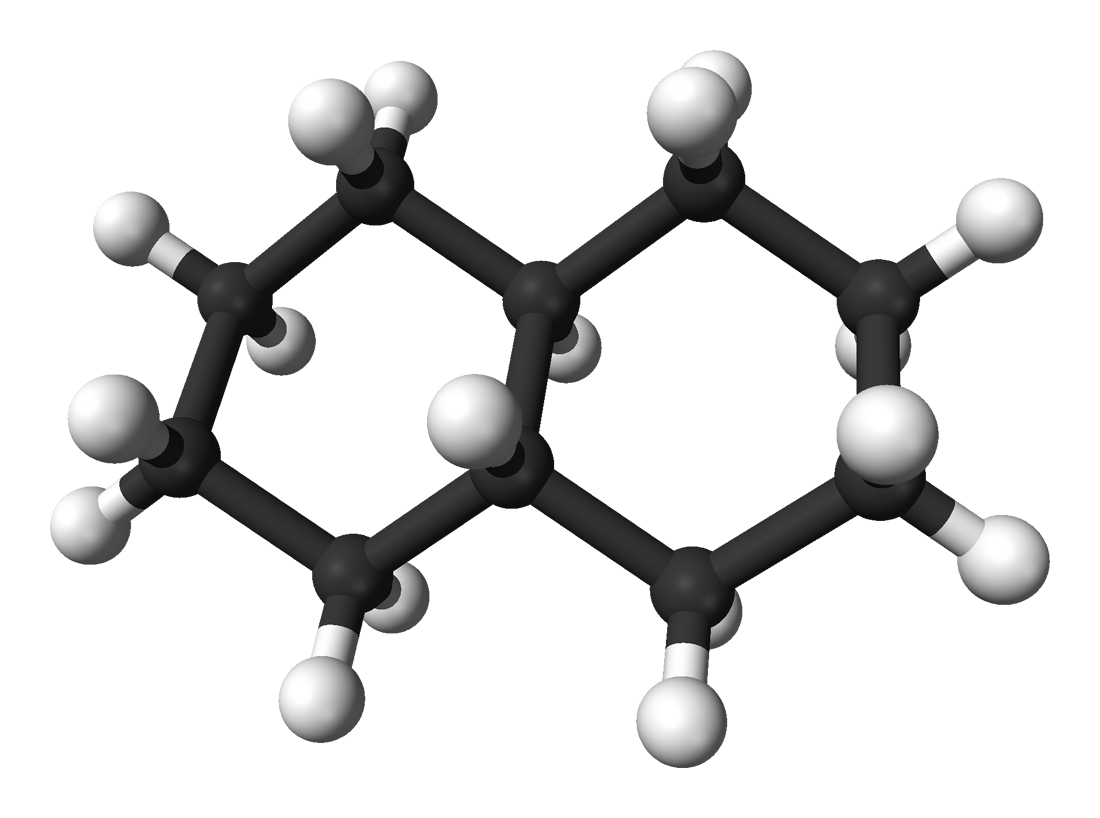
反式十氢化萘